# Jean-Louis Charrière
Pour les articles homonymes, voir Charrière.
Jean-Louis Charrière, né le 3 février 1765 à Bourg-Saint-Andéol (Ardèche) et mort le 11 août 1846 à Viviers (Ardèche), est un général français de la Révolution et du Premier Empire.

## Biographie
Charrière entre au service le 10 octobre 1782, comme soldat dans le régiment de Barrois, il y devient caporal le 1er septembre 1785, sergent le 18 août 1790, sergent-major le 1er mai 1792, adjudant-sous-officier le 9 du même mois, et sous-lieutenant le 1er août de la même année.
Il fait à l'armée d'Italie les campagnes de 1792 à 1797, et est employé comme adjoint à l'adjudant-général Vicose dès le 20 mai 1794. Il passe lieutenant aux choix le 13 avril 1795, dans la 165e demi-brigade d'infanterie de bataille, où le 91e régiment de ligne a été incorporé. À l'attaque des redoutes de Saint-Bernard, près de Correggio (Italie) le 24 octobre de cette dernière année, il est blessé d'un coup de feu. Employé à l'état-major-général de l'armée d'Italie par ordre du 3 mars 1796, il devient capitaine le 16 octobre de la même année, conformément aux dispositions de la loi du 3 avril 1795, est nommé chef de bataillon par brevet du général en chef Bonaparte en date du 5 novembre 1797, et passe adjoint de l'adjudant-général Jomard le 16 du même mois. Il rentre le 5 octobre 1800, par ordre du premier Consul, dans la 45e demi-brigade d’infanterie de ligne, à laquelle il appartient, pour y remplacer le chef de bataillon Lacroix, retraité.
De 1798 à 1803, il est employé aux armées d’Angleterre, d’Italie, des Grisons, d’Helvétie et de Hanovre. Il sert à l'armée des côtes d'Angleterre en 1805. Il est fait membre de la Légion d'honneur le 24 septembre suivant, et est nommé major au 48e régiment d'infanterie de ligne le 22 décembre suivant. Il est employé en cette dernière qualité à Anvers (24e division militaire), de 1804 à 1807. Il reçoit la croix d'officier de la Légion d'honneur le 1er juin de cette-année.
Employé à la Grande Armée en 1808, il est nommé colonel du 57e régiment d'infanterie de ligne par décret du 28 mars. Il commande ce régiment pendant la campagne d'Autriche (1809), et se fait remarquer le 19 avril à la bataille de Tann. Il combat à Flessingue le 3 mai.
Trois jours après cette affaire, l'Empereur passant la revue du corps d'armée du maréchal Davout, dont le 57e fait partie, accorde à ce régiment 40 décorations de la Légion d'honneur. Les trois chefs de bataillon ont la croix d'officier. Il obtient aussi cette décoration, et Napoléon Ier confère au colonel Charrière le titre de baron de l'Empire, avec une dotation de 4 000 francs de revenu.
Charrière est atteint de plusieurs balles qui mettent ses habits en lambeaux à la bataille d'Essling le 22 mai. Il se trouve à la bataille de Wagram le 5 juillet suivant, et y reçoit une forte contusion, ayant été jeté sur un peloton de troupes par son cheval qui a été atteint d'une balle à la tête.
Employé à la Grande Armée, il fait la campagne de Russie (1812), à la tête du 57e régiment dans la division du général Compans. Une redoute ayant été enlevée sur les Russes le 5 septembre, par des troupes de la division Compans, parmi lesquelles se trouve un bataillon du 57e, le colonel Charrière reçoit l'ordre d'occuper cette redoute et d'y faire exécuter des travaux propres à la mettre en état de défense contre une attaque qui parait devoir avoir lieu le lendemain, de la part des Russes. Charrière, avec 3 bataillons de son régiment, et aidé par une compagnie de sapeurs de la Garde impériale fait faire de nuit, sous la direction du général Kirchner, des ouvrages tels qu'on se trouve, avant le jour, en mesure de bien recevoir l'ennemi, qui n'ose se présenter. Le 7 du même mois est livrée la célèbre bataille de la Moskowa, gagnée sur l'armée russe. Dans cette journée, le 57e régiment a ordre d'attaquer et d'enlever une grande redoute, à laquelle s'appuyait la gauche des Russes. Au débouché d'un bois, Charrière adresse à son brave régiment ces seuls mots : « À la redoute ! » Aussitôt ses bataillons s'élancent au pas de charge, la baïonnette en avant, et faisant en même temps un feu aussi bien nourri qu'il peut l'être pendant une marche rapide. En moins d'une heure, la redoute est enlevée, malgré la résistance opiniâtre des Russes, dont il est fait un affreux carnage. Le général Barasclin, ayant fait marcher sur ce point la 18e division de l'armée russe, tente de reprendre la redoule, mais il est repoussé à plusieurs reprises, et comble les fossés de ses morts et de ses blessés. Le 57e régiment de ligne français a aussi des pertes considérables évaluées à 1 500 hommes, tués, blessés, ou faits prisonniers. Le major Yeger et le chef de bataillon Girard sont tués, et le chef de bataillon Boyer reçoit une blessure. La redoute étant demeurée au pouvoir des Français, l'Empereur envoie demander quel était le corps qui l'a enlevée, et n'est pas surpris lorsqu'il apprend que cette action glorieuse a été faite par le 57e régiment. Dans l'après-midi du même jour, et après la défaite des Russes, Napoléon visitant le champ de bataille, questionne le colonel Charrière sur la prise de la redoute, et s'étant assuré sur le terrain même, des nouveaux droits que cet officier s'est acquis à une récompense, il le nomme général de brigade, par décret du 20 du même mois.
En 1813, le baron Charrière est employé à la Grande Armée d'Allemagne. Il se trouve aux différentes batailles et à plusieurs des combats qui ont lieu pendant cette campagne, et a un cheval tué sous lui au passage du pont de Buntzlau le 30 août. Après la perte de la bataille de Leipsick, l'armée française faisant sa retraite sur le Rhin, le général Charrière tente dans la nuit du 30 au 31 octobre, avec une faible division du 3e corps, un coup de main pour pénétrer dans la ville de Hanau par un moulin contigu au rempart, mais cette entreprise échoue.
Il a été fait chevalier de l'ordre de la Couronne de Fer le 18 juin de la même année, après la bataille de Lützen, et sur la demande du comte Lauriston, sous les ordres duquel il sert alors. Le 10 août de la même année, c'est la croix de commandant de la Légion d'honneur qu'il reçoit. En 1814, il fait la campagne de France, contre les armées alliées.
Après la chute de Napoléon et la restauration du trône des Bourbons, Louis XVIII le crée chevalier de l'ordre royal et militaire de Saint-Louis le 5 septembre 1814.
En 1815, pendant les Cent-Jours, il reçoit de Bonaparte le 22 mars, l'ordre d'aller prendre le commandement supérieur de la place de Calais. Il conserve ce commandement jusqu'au 20 juillet suivant. Il obtient sa retraite du grade de maréchal-de-camp, après 46 ans 3 mois et 22 jours de service, par ordonnance royale du 25 septembre de la même année.
Rappelé à l'activité, et placé le 22 mars 1831, dans le cadre de réserve de l'état-major général, il est réadmis à la retraite le 1er mai 1832 et finit ses jours à Viviers (Ardèche).

## État de service
- Soldat au régiment de Barrois (renommé 91e régiment d'infanterie en 1791) le 10 octobre 1782
- Caporal le 1er septembre 1785
- Sergent le 18 août 1790
- Sergent-major le 1er mai 1792
- Adjudant sous-officier le 9 mai 1792
- Sous-lieutenant le 1er août 1792
- À l'armée d'Italie de 1792 à 1797
- 28 mars 1808  : Colonel du 57e régiment d’infanterie de ligne
- 21 septembre 1812 : Général de brigade

## Titres, honneurs, décorations
- 9 janvier 1809 : Baron de l'Empire
- 10 août 1809 : Commandant de la Légion d'honneur

## Armoiries
| Figure | Blasonnement |
|        | Armes du baron Charrière et de l'Empire (décret du 19 mars 1808, lettres patentes du 9 janvier 1810 (Paris)) Écartelé ; au premier de sable, au coq d'or, crêté et barbé de gueules ; au deuxième des barons tirés de l'armée ; au troisième d'azur à la lance et à l'épée d'or en sautoir, surmontées d'une étoile d'argent ; au quatrième de sinople, à la levrette d'argent, passant et colletée du même., Livrées : les couleurs de l'écu ; le verd en bordure seulement. |